# Бернський ляльковий театр
Бернський ляльковий театр (нім. Berner Puppen Theater) — ляльковий театр у столиці Швейцарії місті Берні.

## Загальні дані
Бернський ляльковий театр міститься у пристосованому старому напівпідвальному приміщенні і розташований за адресою:
Gerechtigkeitsgasse 31 CH-3011 Bern.
Співробітники театру — Моніка Деменґа (Monika Demenga), Ганс Вірт (Hans Wirth), Регула Бюсер (Regula Büsser), Івон Клей (Yvonne Kläy), Майя Бек (Maja Beck).
Театральний сезон театру зазвичай триває від середини жовтня до кінця квітня.

## З історії театру

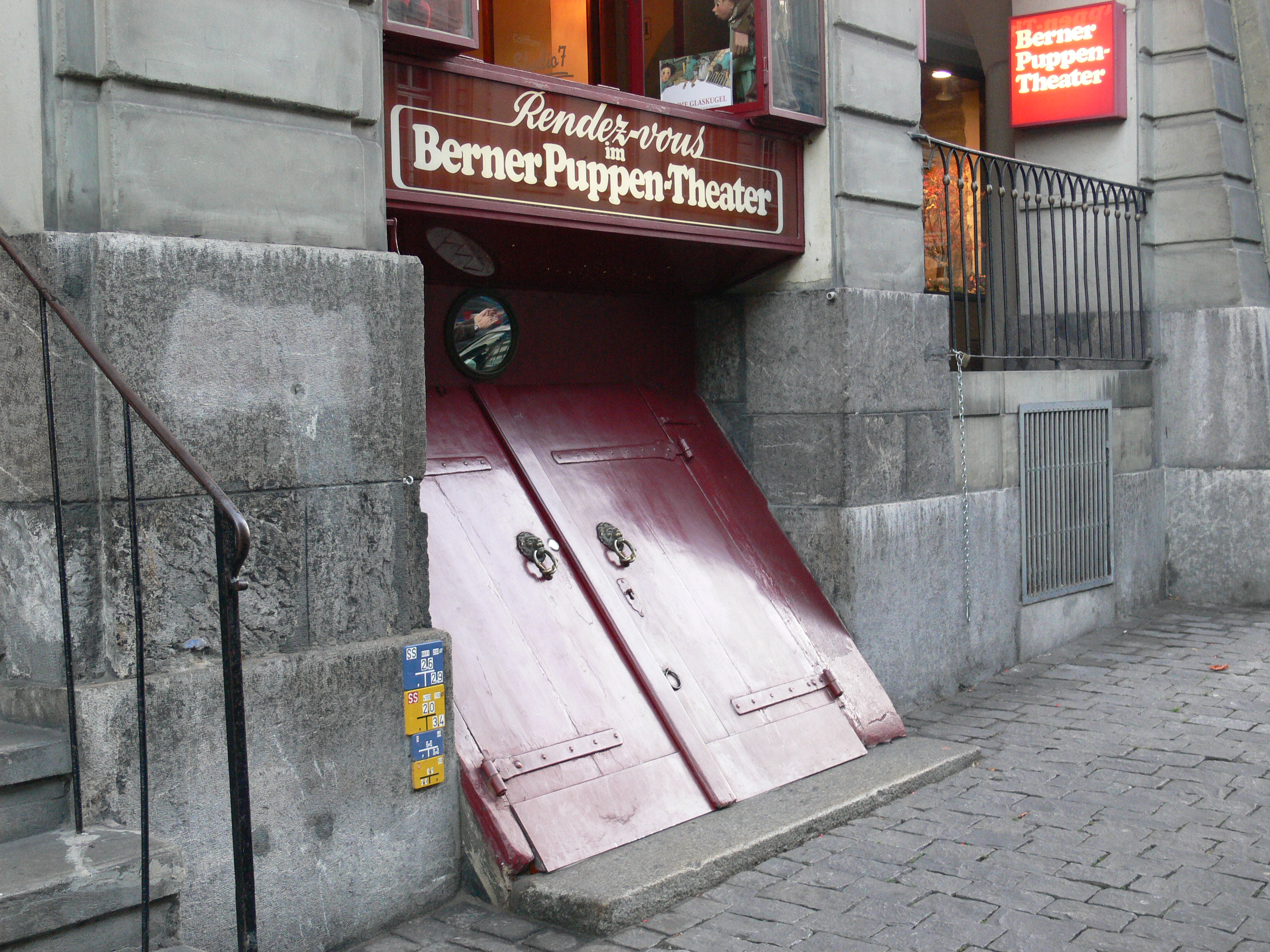
Бернський ляльковий театр

Колишній винний льох у нижньому Бернському Старому місті (Gerechtigkeitsgasse '31) був у 1980 році перетворений на аматорський ляльковий театр двома лялькарями Рольфом Майєром (Rolf Meyer) та Мартіном Фрідлі (Martin Friedli). У театрі, в першу чергу, лялькарі ставили й демонстрували п'єси власного авторства. Разом з Радеком Барошом (Radek Barosch) вони грали впродовж років, і їх діяльність була доволі успішною — ляльковий театр у Берні став популярною атракцією міста.
У 1992 році в цьому театрі почала працювати заснована ще в 1968-му лялькова трупа (сцена) Деменґи-Вірта (Puppenbühne Demenga/Wirth), а сам заклад почав офіційно іменуватись Бернський ляльковий театр. Відтак, швейцарська столиця отримала унікальне місце, де організовуються й показують лялькові вистави у всій існуючій різноманітності цього виду мистецтва — і маріонетки, і тростьові ляльки і пальчикові, і театр тіней, вистави з використанням різних предметів та масок.

## З репертуару та діяльності
У Бернському ляльковому театрі ставлять і показують як спектаклі для дітей, так і для дорослих. Основна частина вистав демонструється трупою Деменґи-Вірта, подеколи афішу доповнюють окремі виступи гастролерів — національних та міжнародних лялькових труп.
Окрім того, Бернський ляльковий театр є творчим майданчиком для інших культурних заходів і подій — читань і гри музики для дітей, виступів казкарів тощо. Практикується участь у подібних заходах спеціально запрошеного чергового гостя театру.
Ці публічні вистави і заходи доповнюються численними камерними виступами у школах та для приватних осіб.

## Виноски
1. ↑  Контакти (театру) на Офіційна вебсторінка театру (нім.)
2. ↑  Співробітники (театру) [Архівовано 10 лютого 2009 у Wayback Machine.] на Офіційна вебсторінка театру [Архівовано 10 лютого 2009 у Wayback Machine.] (нім.)